# XXIV зимові Олімпійські ігри (срібна монета)
«XXIV зимо́ві Олімпі́йські і́гри» (срібна монета) — пам'ятна монета номіналом 10 гривень, випущена Національним банком України, присвячена XXIV зимовим Олімпійським іграм, котрі проходили у лютому 2022 року у Пекіні (столиця Китаю).
Монету введено в обіг 18 січня 2022 року. Вона належить до серії «Спорт».

## Опис та характеристики монети
| Номінал грн. | Метал  | Маса, грам | Діаметр, мм. | Якість виготовлення | Гурт                           | Тираж, штук |
| ------------ | ------ | ---------- | ------------ | ------------------- | ------------------------------ | ----------- |
| 10           | срібло | 31.1       | 38.6         | пруф                | гладкий із заглибленим написом | 2 500       |

### Аверс
На аверсі монети розміщено малий Державний Герб України (угорі). У центрі монети розміщена голова дракона з використанням тамподруку (у дзеркальному полі). Дракон є головним героєм давніх легенд, міфів, казок та одним із найвідоміших символів Китаю. Зверху півколом розміщено напис «УКРАЇНА». Ліворуч та праворуч від голови дракона розташовано чотири піктограми, що символізують олімпійські види спорту. Номінал монети (10 гривень) та графічний символ гривні розміщено унизу монети. Під номіналом розташовано рік карбування у стилізованій формі дракона.

### Реверс
На реверсі зображено композицію, яка символізує Китай, зокрема на ній розміщена карта Пекіна, піктограми сноубордиста і фігуристки, сніжинку (унизу), логотип Національного олімпійського комітету України (ліворуч), над яким голова дракона і олімпійський вогонь.

## Автори
- Художник: — Марина Куц.
- Скульптори: Володимир Атаманчук, Анатолій Демяненко; програмне моделювання — Юрій Лук'янов.

## Вартість монети
Під час введення монети в обіг 2022 року, Національний банк України реалізовував монету за ціною 1717 гривень.
Фактична приблизна вартість монети, з роками змінювалася так:
| Рік        | 2022  | 2023  | 2024  | 2025  |
| ---------- | ----- | ----- | ----- | ----- |
| Ціна, грн. | 2 050 | 2 300 | 3 850 | 3 700 |